# Лобов Юрій Іванович
Юрій Іванович Лобов (1942, тепер Російська Федерація) — радянський державний діяч, секретар партійного комітету виробничого об'єднання «Іжмаш» міста Іжевська Удмуртської АРСР. Кандидат у члени ЦК КПРС у 1986—1989 роках. Член ЦК КПРС у 1989—1990 роках.

## Життєпис
З 1959 року — слюсар-лекальник Іжевського машинобудівного заводу Удмуртської АРСР.
У 1966 році закінчив Іжевський механічний інститут.
У 1966—1974 роках — інженер-конструктор, керівник групи Іжевського машинобудівного заводу Удмуртської АРСР.
У 1974—1978 роках — начальник бюро відділу виробничого об'єднання «Іжмаш» міста Іжевська Удмуртської АРСР.
Член КПРС з 1975 року.
У 1978—1979 роках — секретар партійного комітету верстатобудівного виробництва, у 1979—1984 роках — заступник секретаря партійного комітету, у 1984—1990 роках — секретар партійного комітету виробничого об'єднання «Іжмаш» міста Іжевська Удмуртської АРСР.

## Нагороди і звання
- ордени
- медалі